# Transmission non synchronisée
Une transmission non synchronisée est un type de transmission de base qui n'utilise pas les mécanismes de synchronisation sur les engrenages. Ce système est principalement utilisé sur les engins agricoles et les véhicules commerciaux. Conçus pour tirer des charges énormes, souvent égales ou supérieures à 40 tonnes, certains véhicules peuvent également utiliser une combinaison de transmissions pour les différents mécanismes. Un exemple serait une prise de force.

## Histoire
La boîte de vitesses manuelle à combinaison d'engrenages a été inventée à la fin du XIXe siècle par René Panhard et Émile Levassor. La boîte de vitesses comportait des rapports de marche avant à plusieurs vitesses et un rapport de marche arrière, et les engrenages coulissaient sur plusieurs axes pour s'engrener de manière sélective. Par rapport au type à maillage constant des boîtes entièrement synchronisées (« synchromesh » populaires à l'heure actuelle, l'opération de changement de vitesse était difficile, la charge sur l'engrenage au moment du changement de vitesse était importante et la durabilité, faible.
En 1919, Earl A. Thompson (en), de Cadillac, a inventé un mécanisme de synchronisation pour les transmissions automobiles. 

## Fonctionnement

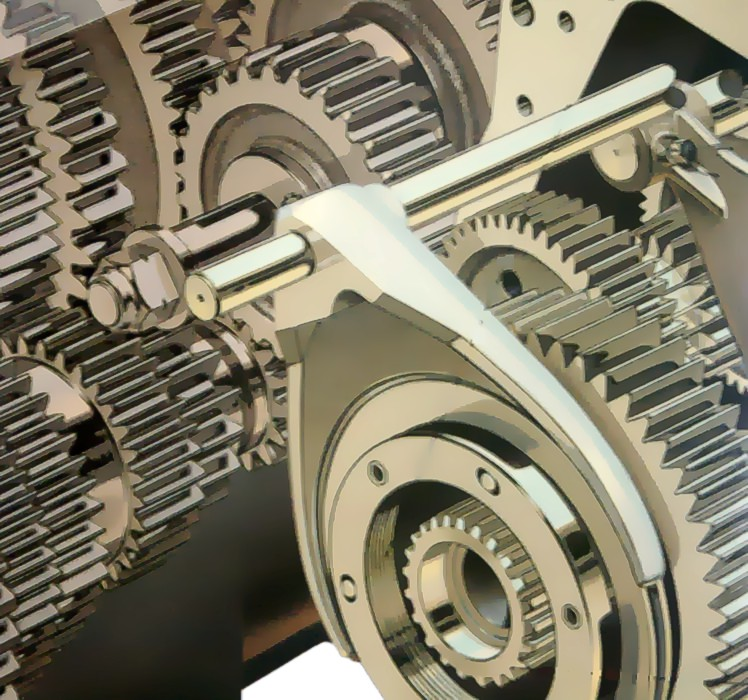
Une boîte de vitesses non synchronisée.

La transmission non synchronisée est conçue pour être utilisée par un opérateur formé pour changer les vitesses avec une coordination très précise. 
L'exploitation de véhicules commerciaux avec l'utilisation d'un double débrayage est une technique enseignée dans les écoles spécialisées. Les pilotes les plus habiles peuvent changer les vitesses sans utiliser l'embrayage en mettant le moteur exactement à la vitesse correcte  de rotation au point mort avant d'engager la vitesse, une technique appelée « changer les vitesses au son ».
Avec des charges de fret supérieures ou égales à 40 tonnes, certains tracteurs routiers ont 18 vitesses que l'opérateur déplacera avant d'atteindre une vitesse maximale de croisière de 110 km/h. Beaucoup de vitesses très basses sont utilisées dans les équipements agricoles pour labourer ou récolter. Un opérateur inexpérimenté serait incapable de passer à la vitesse inférieure d'un véhicule descendant une pente raide.

### Le double embrayage (véhicule utilitaire)

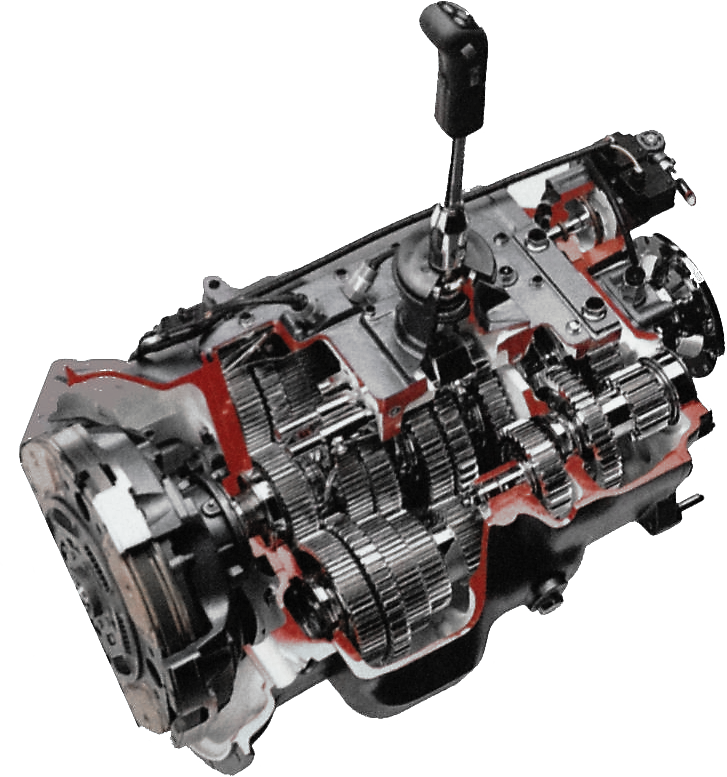
Une boîte de vitesses.

Les conducteurs des véhicules poids lourds, d'équipements agricoles, de tracteurs et autres équipements lourds apprennent à changer les vitesses , en commençant par débrayer en appuyant partiellement sur la pédale d'embrayage, assez pour tirer la transmission hors de la vitesse, puis en réengageant l'embrayage au point mort  pour laisser le régime moteur décélérer assez pour que les pignons ralentissent suffisamment pour changer la vitesse, puis débrayer à nouveau en appuyant sur la pédale d'embrayage et ainsi passer une autre vitesse.  

### Frein à embrayage
Contrairement à tout autre type de transmission, les systèmes non synchronisées ont souvent un mécanisme de ralentisseur ou un système d'arrêt au ralenti de l'engrenage. Dans les véhicules automobiles commerciaux, ce mécanisme est appelé le frein d'embrayage. Ceci est utile sur les véhicules lourds avec moteurs diesel : il libère le frein de stationnement et engage la transmission après un arrêt. Le frein d'embrayage non seulement ralentit ou arrête l'axe de la vitesse, mais peut aussi empêcher le déplacement à la vitesse suivante jusqu'à ce que la pédale d'embrayage soit levée à quelques centimètres du sol. Pour passer à la vitesse suivante, la pédale d'embrayage doit être enfoncée à mi-chemin, sinon le frein d'embrayage empêchera la transmission en ou hors de la vitesse. Il faut souvent réparer ou remplacer le mécanisme du frein d'embrayage dans une transmission non synchrone : quand un opérateur est inexpérimenté, il s'use plus rapidement, devient inutilisable et perd sa fonction.

### Comparaison des transmissions
Les transmissions non synchronisées sont conçues pour dépendre d'un opérateur expérimenté formé dans un centre de formation en transport routier.
Toutes les transmissions automatiques ont des mécanismes qui sont synchronisés. La plupart des transmissions manuelles ont également des synchroniseurs. Mais  d'autres types de transmissions utilisées principalement dans les applications commerciales ne sont pas synchronisées. Les systèmes entièrement synchronisés ou hydro-pneumatiques sont conçus pour changer les vitesses en fonction du rendement du moteur, et avec les autres indicateurs de vitesse, offrant un couple aux roues motrices.  
Les transmissions d'équipement lourds pour un usage industriel, militaire ou agricole ont des problèmes de couple et de charge qui causeraient la rupture d’un convertisseur. Ces machines utilisent souvent des transmissions non synchronisées. Toute transmission qui oblige le conducteur à synchroniser manuellement la vitesse du moteur avec l'arbre d'entraînement est non synchrone.